# شوزو ماتسوكا
شوزو ماتسوكا (باليابانية: 松岡 修造) مواليد 6 نوفمبر 1967، هو لاعب كرة مضرب ياباني سابق. سبق أن شارك في دورة الألعاب الأولمبية الصيفية.

## النهائيات
| الرقم | التاريخ | المسابقة     | السطح | المنافس      | النتيجة       |
| 1.    | 1992    | سول المفتوحة | صلب   | تود وودبريدج | 6–3, 4–6, 7–5 |

## وصلات خارجية
- شوزو ماتسوكا على موقع IMDb (الإنجليزية)
- شوزو ماتسوكا على موقع رابطة محترفي التنس (الإنجليزية)
- شوزو ماتسوكا على موقع الاتحاد الدولي لكرة المضرب (الإنجليزية)
- شوزو ماتسوكا على موقع كأس ديفيز (الإنجليزية)
- شوزو ماتسوكا على موقع خلاصة التنس.كوم (الإنجليزية)
- شوزو ماتسوكا على موقع أوليمبيديا (الإنجليزية)

- SHUZO MATSUOKA